# Declaración de propiedades saludables

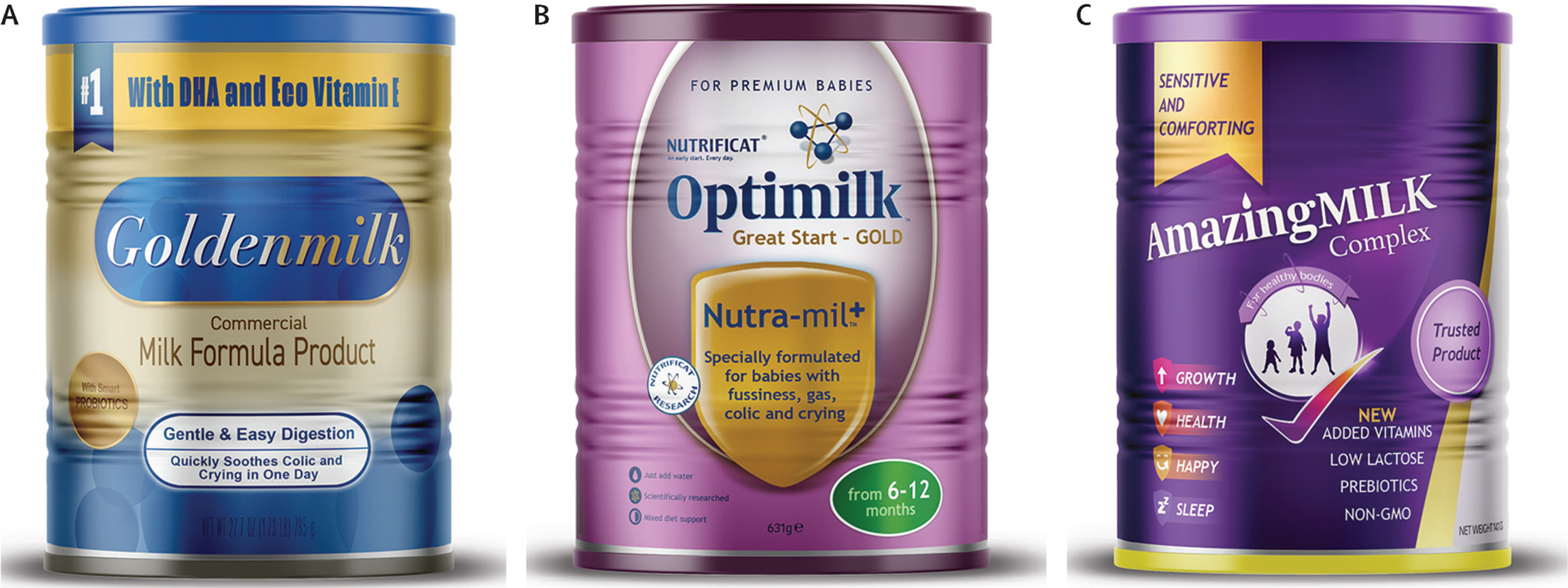
Ejemplo de una declaración de salud. En la imagen, el envase etiquetado como 'C' (el primero a la derecha) contiene declaraciones relacionadas con el crecimiento ('growth'), la salud ('health'), la felicidad ('happy') y la mejora del sueño ('sleep').

Una declaración de propiedades saludables en la etiqueta de un alimento y en la comercialización de alimentos es una declaración de un fabricante de productos alimenticios de que sus alimentos reducirán el riesgo de desarrollar una enfermedad o afección. Por ejemplo, los fabricantes de cereales de avena afirman que el salvado de avena puede reducir el colesterol, lo que reducirá las posibilidades de desarrollar enfermedades cardíacas graves. Las afirmaciones de salud vagas incluyen que la comida que contiene es "saludable", "orgánica", "baja en grasas", "no transgénica", "sin azúcar agregada" o "natural".
También se hacen declaraciones de propiedades saludables para medicamentos de venta libre y medicamentos recetados, procedimientos médicos y dispositivos médicos, pero estos generalmente tienen un conjunto de regulaciones mucho más estricto y separado.

## Declaraciones de propiedades saludables en los Estados Unidos
En los Estados Unidos, las declaraciones de propiedades saludables en las etiquetas de información nutricional están reguladas por la Administración de Drogas y Alimentos de los Estados Unidos (FDA), mientras que la publicidad está regulada por la Comisión Federal de Comercio. Los suplementos dietéticos están regulados como un tipo de artículo de consumo separado de los alimentos o los medicamentos de venta libre.

### Comida

#### Objeciones de defensores del consumidor
El uso de la etiqueta “Saludable” en una variedad de alimentos ha sido un problema particular para muchos grupos de defensa de la calidad de los alimentos. En general, las declaraciones de beneficios para la salud de productos alimenticios específicos no están respaldadas por evidencia científica y no son evaluadas por agencias reguladoras nacionales. Además, la investigación financiada por fabricantes o comercializadores ha sido criticada por dar lugar a resultados más favorables que los de las investigaciones independientes.
En sus comentarios a la FDA, el Center for Science in the Public Interest (CSPI) instó a los funcionarios de la FDA a abordar la incongruencia entre las recomendaciones dietéticas/estándares nutricionales actuales y su definición, el CSPI argumentó que la definición actual es demasiado ambigua y establece un bajo nivel de salud estándar que permite que los alimentos procesados con un valor nutricional mínimo y bajo utilicen esta definición para incitar a los consumidores a tomar decisiones deficientes en materia de salud. El CSPI afirmó que la orientación actual de la FDA sobre este tema podría ser potencialmente engañosa y podría incitar a los clientes a consumir alimentos poco saludables sin tomar decisiones informadas. El CSPI y su investigación sugirieron que un nuevo estándar y una definición más adecuada deberían dificultar que las marcas de alimentos procesados obtengan y utilicen indebidamente la etiqueta de alimentos "saludables", lo que en última instancia les da a los consumidores una mejor capacidad para tomar decisiones informadas basadas en la calidad nutricional y de salud, de los alimentos que consumen en contraposición a afirmaciones relativamente infundadas. 
Además de utilizar la etiqueta de los alimentos "saludables" para atraer a los clientes a los alimentos de bajo valor nutricional, los comercializadores de alimentos han utilizado una variedad de afirmaciones de "bajo contenido", como bajas en grasas, bajas en calorías, etc., para mitigar las preocupaciones de salud de los consumidores y potencialmente engañarlos. Las afirmaciones de “bajo contenido” son etiquetas u otras afirmaciones publicitadas que aparecen en los paquetes o en los anuncios que se utilizan para que los consumidores perciban los productos que compran como más saludables o más nutritivos. Las afirmaciones engañosas sobre la salud alimentaria de esta naturaleza están muy extendidas en la comercialización de alimentos y tampoco reflejan la calidad nutricional o sanitaria real del alimento o bebida en cuestión. Estas afirmaciones no son coherentes entre todos los grupos de alimentos y bebidas, aunque algunas de ellas representan con precisión los beneficios nutricionales o para la salud de un determinado alimento o bebida, a menudo esto no garantiza que todas las afirmaciones de todas las bebidas y alimentos reflejen la nutrición real. Además, incluso si un determinado producto es de hecho bajo en grasas o cualquiera de los diferentes tipos de afirmaciones de "bajo contenido", los consumidores a menudo se centran en las afirmaciones y descuidan otras consideraciones de salud como azúcares añadidos, calorías y otros ingredientes no saludables. 
La industria alimentaria confunde constantemente a los consumidores. Algunas de las razones básicas por las que se engaña a la gente es porque términos como natural, sin OMG, sin grasas trans o kosher no tienen definiciones coherentes para que los consumidores las sigan. Sin normas o definiciones claras, estas declaraciones no son informativas del verdadero contenido nutricional del alimento en cuestión. Los productos no transgénicos a menudo se confunden con orgánicos, solo porque están certificados como no transgénicos. Los cultivos cultivados convencionalmente como el maíz, la canola y la soja pueden ser certificados como no transgénicos si se cultivan sin semillas transgénicas. Muchos bocadillos que se venden en las tiendas utilizan ingredientes no transgénicos cultivados con pesticidas químicos. Sin transgénicos no significa certificado de no contener transgénicos. Muchos productos alimenticios y productos nutricionales afirman ser no transgénicos, pero no proporcionan una certificación de ese estado. Cualquier empresa que autoproclame que sus productos no son OGM debe respaldarlo con una certificación.  Sin grasas trans no significa que la comida no contenga grasas trans. De hecho, en los EE. UU., la FDA  permite que los alimentos que contienen hasta 0.5 g de grasas trans por porción reclamen cero gramos de grasas trans por porción. 
Elegir un alimento sobre otro por razones tales como productos que afirman que son totalmente naturales o libres de grasa no siempre significa que sea más saludable. La FDA no define "natural", pero si se etiqueta así, el alimento no debe contener colorantes, sabores artificiales ni sustancias sintéticas añadidas. Sin embargo, los alimentos etiquetados como naturales pueden contener conservantes. Las empresas argumentarán que los productos naturales que contienen jarabe de maíz con alto contenido de fructosa son saludables porque provienen del maíz. A menudo no se compran artículos con azúcar agregada, pero tampoco se comprenden completamente. Alimentos como frutas, leche, cereales y verduras contienen azúcar de forma natural. Aunque es posible que no se haya agregado azúcar, todavía contienen azúcares naturales. Estos productos sin azúcar pueden contener ingredientes agregados como maltodextrina, que es un carbohidrato. Los carbohidratos pueden ser azúcares simples o almidones complejos que pueden elevar el azúcar en sangre. El hecho de que esté etiquetado “sin azúcar añadido” no significa que el producto no contenga calorías ni carbohidratos, lo que la mayoría de los consumidores a menudo malinterpretan.  
La mayoría de los consumidores desconocen el contenido nutricional real de sus alimentos y dependen en gran medida de las etiquetas y declaraciones de los alimentos que se proporcionan en los paquetes. Esta dependencia excesiva de una variedad de afirmaciones diferentes tiene muchas implicaciones, incluidas las compras de clientes desinformados y el consumo excesivo de alimentos no saludables. 

#### Pautas de la FDA
Según la FDA, 
Las declaraciones de propiedades saludables describen una relación entre un alimento, un componente alimenticio o un ingrediente de un suplemento dietético y la reducción del riesgo de una enfermedad o afección relacionada con la salud. 
La FDA tiene pautas para lo que se considera una etiqueta engañosa, y también monitorea y advierte a los fabricantes de alimentos contra el etiquetado de alimentos que tienen efectos específicos para la salud cuando no existe evidencia que respalde tales declaraciones, como para un fabricante en 2018.
Las etiquetas deben incluir lo que realmente es la comida, eso significa que si la comida son zanahorias enlatadas, la lata debe tener zanahorias en la etiqueta. Si no existe un nombre oficial para el alimento, entonces la etiqueta debe dar al consumidor una idea de lo que contiene el alimento. La FDA establece que el nombre debe ser una "declaración de identidad", lo que significa que la empresa no puede inventar un nombre nuevo para un alimento ya existente. Un producto debe llamarse imitación si sus valores nutricionales son significativamente diferentes a los del alimento original. También hay reglas para el tamaño de la fuente y cómo nombrar los productos alimenticios. Con las marcas de bebidas que se anuncian como jugo, la bebida debe tener un alto contenido de fruta o verdura en el jugo. El nombre del jugo debe ser de su fruta o verdura más prominente por volumen.  Por ejemplo, Coca-Cola intentó vender jugo de granada que solo contenía un 0,3% de granada, por lo que tuvieron que cambiar la etiqueta. Para que una bebida se llame "jugo", debe ser 100% jugo; si es inferior al 100%, debe llamarse bebida. 

#### Marketing y percepción de los consumidores
Muchas empresas han comenzado a utilizar sus envases para alimentos como herramienta de marketing. Palabras como "saludable", "bajo en grasas" y "natural" han contribuido a lo que se denomina efecto de halo de salud, que se produce cuando los consumidores sobreestiman la salubridad de un artículo basándose en las afirmaciones del envase. Las empresas de alimentos pueden incorporar cereales integrales y niveles más altos de fibra en sus productos para publicitar estas ventajas. Sin embargo, no existe una cantidad regulada de grano necesaria en un determinado producto para poder publicitar este beneficio, y es posible que el producto no sea tan nutritivo como se anuncia. 
Otros estudios han demostrado que la comercialización de productos alimenticios ha demostrado un efecto sobre las percepciones de los consumidores sobre la intención de compra y el sabor. Un estudio en particular realizado por investigadores de Food and Brand Lab en la Universidad de Cornell analizó cómo una etiqueta orgánica afecta las percepciones de los consumidores. El estudio concluyó que la etiqueta que afirmaba que el producto era “orgánico” alteraba las percepciones de varias formas. Los consumidores percibieron que estos alimentos tenían menos calorías y dijeron que estaban dispuestos a pagar hasta un 23,4% más por el producto. El sabor era supuestamente "más bajo en grasa" para los productos orgánicos en comparación con los regulares. Finalmente, el estudio concluyó que las personas que no leen con regularidad las etiquetas nutricionales y que no compran productos alimenticios orgánicos con regularidad son las más susceptibles a este ejemplo del efecto de halo de salud. 

### Suplementos dietéticos
En los Estados Unidos, estas declaraciones, generalmente denominadas "declaraciones de propiedades saludables calificadas", están reguladas por la Administración de Alimentos y Medicamentos (FDA) en interés público.
La regla en vigor antes de 2003 requería un "consenso científico significativo" antes de poder hacer una afirmación, aplicando la caracterización de una jerarquía de grados de certeza:
- A: "Existe un acuerdo científico significativo para [la afirmación]".
- B: "Aunque hay alguna evidencia científica que respalda [la afirmación], la evidencia no es concluyente".
- C: "Alguna evidencia científica sugiere [la afirmación]. Sin embargo, la FDA ha determinado que esta evidencia es limitada y no concluyente".
- D: "Una investigación científica preliminar muy limitada sugiere [la afirmación]. La FDA concluye que hay poca evidencia científica que respalde esta afirmación".

Consulte el artículo de Wikipedia sobre suplementos dietéticos para obtener una descripción de la política actual de la FDA.

## Declaraciones de propiedades saludables en Europa
En la Unión Europea, la Autoridad Europea de Seguridad Alimentaria proporciona regulaciones sobre el etiquetado de los alimentos para abordar la calidad de los posibles alimentos saludables.
En el Reino Unido, por ley, cualquier declaración de propiedades saludables en las etiquetas de los alimentos debe ser verdadera y no engañosa. Los productores de alimentos pueden utilizar opcionalmente la Joint Health Claims Initiative (descontinuada en 2010) para determinar si es probable que sus declaraciones sean legalmente sostenibles.
A principios de 2005, el proyecto europeo PASSCLAIM (Proceso para la evaluación del apoyo científico a las declaraciones de propiedades sobre alimentos), patrocinado por la Unión Europea y coordinado por ILSI -Europe (https://web.archive.org/web/20090822045739/http:/ /europe.ilsi.org/), finalizó. El objetivo de este proyecto era desarrollar criterios para la justificación científica de las declaraciones de propiedades en los alimentos. Varios cientos de científicos del mundo académico, institutos de investigación, el gobierno y la industria han contribuido al proyecto. Todos los artículos resultantes se pueden descargar de forma gratuita desde http://www.ilsi.org/Europe/Pages/PASSCLAIM_Pubs.aspx. El documento de consenso final, que comprende el conjunto final de criterios, se publicó en junio de 2005 en el European Journal of Nutrition.
En el sitio web de la Comisión Europea se puede encontrar una descripción general de la situación actual y futura de las declaraciones de propiedades saludables en la Unión Europea, incluidas propuestas, comunicados de prensa y notas: http://ec.europa.eu/food/food/labellingnutrition/claims/index_en. htm.
Todas las declaraciones de propiedades saludables aprobadas por la UE traducidas a varios idiomas europeos están disponibles en http://ec.europa.eu/nuhclaims/